# Разбой-Жупски
Разбой-Жупски (серб. Разбој Жупски) — населенный пункт (деревня) в общине Србац, который принадлежит энтитету Республике Сербской, Босния и Герцеговина. По результатам югославской переписи населения 1991 года в Разбой Жупском проживало 481 человек.

## Население
Население на 1993 год дано по оценке численности, данной властями Республики Сербской. Преобладают сербы.
| 1948                           | 1953 | 1961 | 1971 | 1981 | 1991 | 1993 |
| ------------------------------ | ---- | ---- | ---- | ---- | ---- | ---- |
| 516                            | 508  | 521  | 575  | 511  | 481  | 449  |
| Гистограмма динамики населения |      |      |      |      |      |      |

### Национальный состав
1991 год:
- Сербы — 470 (97,71 %)
- Хорваты — 1 (0,21 %)
- Югославы — 2 (0,42 %)
- Мусульмане — 1 (0,21 %)
- Другие — 7 (1,45 %)